# Гонтаж, Рышард
Рышард Гонтаж (пол. Ryszard Gontarz; 5 июля 1930, Дубно — 17 августа 2017, Варшава) — польский журналист, киносценарист, функционер спецслужб Министерства общественной безопасности (МОБ) и Службы безопасности (СБ), национал-коммунистический политик времён ПНР. Активный участник антисемитской кампании 1968. В 1970-х выступал против Эдварда Герека и его политики. Один из лидеров ортодоксально-догматичного «партийного бетона» ПОРП в начале 1980-х. Основатель Ассоциации «Реальность», непримиримый противник движения Солидарность и «либерального крыла ПОРП». Критически относился к правлению генерала Ярузельского.

## Происхождение и служба в МОБ
Родился в семье унтер-офицера польской армии. При немецкой оккупации отец Рышарда Гонтажа состоял в Союзе вооружённой борьбы и погиб в польском Сопротивлении. Двоюродный брат был командиром партизанского отряда Армии Крайовой (АК). После гибели отца Рышард занимался крестьянским трудом, поддерживая мать и двух сестёр. Некоторое время был партизанским связным АК, но после войны стал ориентироваться на новые коммунистические власти.
В мае 1948 Рышард Гонтаж вступил в правящую компартию ППР, с декабря — ПОРП. В партию принимали с двадцатилетнего возраста, поэтому в анкете Гонтаж прибавил себе два года. По партийному набору Рышард Гонтаж был направлен на службу в Министерство общественной безопасности (МОБ).
С 14 сентября 1948 по 31 декабря 1949 Гонтаж служил в Красныставском повятском управлении МОБ. По его словам, участвовал в вооружённых операциях против повстанческого движения Свобода и Независимость (WiN). Согласно служебной документации, занимался в основном сбором информации от источников, проявлял в этом эффективность. Есть данные об участии Гонтажа в допросах арестованных с применением физического насилия. В этой связи заводилось служебное расследование, но было закрыто без последствий.
С другой стороны, досконально известно, что Гонтаж назвал «палачами из замка» охранников тюрьмы, расположенной в Люблинском замке. В конце 1949 выяснилось, что при поступлении на службу Гонтаж скрыл «политическую неблагонадёжность» отца и двоюродного брата. Ему самому предъявлялась связь с АК и даже с WiN. Гонтаж был арестован, две недели провёл в тюрьме, освобождён, но уволен из органов МОБ. После этого он написал письмо министру общественной безопасности Станиславу Радкевичу — с просьбой восстановить на службе и испытать на любых заданиях. Письмо не возымело действия.

## Журналистика и служба в СБ
Рышард Гонтаж перебрался в Варшаву и поступил на работу в газету Sztandar Młodych — Знамя молодых, орган Союза польской молодёжи (польский комсомол). Быстро приобрёл репутацию высококвалифицированного журналиста. Придерживался сталинистских взглядов, полностью поддерживал режим Болеслава Берута. Призывал польских патриотов, в том числе бывших бойцов АК признать ПНР как своё национальное государство. Вёл пропаганду против польской католической церкви.
В 1956, после смерти Берута, к власти пришёл Владислав Гомулка. Начались процессы польской десталинизации. Рышард Гонтаж подал заявление на реабилитацию — своё увольнение из МОБ он посчитал политическим преследованием. При этом Гонтаж писал, что «конъюнктурщик предпочёл бы забыть о совершённой несправедливости, но конъюнктурность несовместима со званием коммуниста». Заявление Гонтажа было удовлетворено. Он продолжал работать в комсомольском издании, публиковал антицерковные статьи. В одном случае статья Гонтажа привела к уголовному делу против приходского ксендза. Постепенно Гонтаж восстанавливал контакты в органах госбезопасности, координировал с ними свою журналистскую деятельность.
Несколько лет спустя, в феврале 1962, он вернулся в органы — теперь Службу безопасности ПНР (СБ МВД). Протекцию ему оказал влиятельный функционер I департамента СБ МВД (разведка) подполковник Владислав Валицкий. Важным доводом послужила журналистская квалификация Гонтажа. Он был зачислен в I департамент под псевдонимом «Ясиньский».
Служба Рышарда Гонтажа в СБ МВД продлилась всего восемь месяцев. Он успел получить только первый офицерский чин подпоручика. 20 октября 1962 Гонтаж был второй раз уволен из органов — на этот раз за ложные сведения о получении среднего образования (у него не оказалось даже школьного аттестата). Однако в документах на увольнение оговаривалось внештатное оперативное использование. В качестве секретного сотрудника Гонтаж получил новый псевдоним «Воланин».
Рышард Гонтаж вернулся в редакцию «Sztandar Młodych». Информировал СБ о настроениях в журналистской среде. Однако его материалы были, как правило, малосодержательны. Кураторы понимали причину: «Воланин озлоблен на нас, потому что рассчитывал быть штатным офицером на иностранном объекте — чего не состоялось». В январе 1966 агентурное дело Воланина отправлено в архив.

## Роль в кризисе 1968
Всепольской известности Рышард Гонтаж достиг в мартовский кризис 1968. Он выступал как один из флагманов антисемитской и антиинтеллигентской кампании, развёрнутой с санкции Гомулки. Статьи Гонтажа в «Sztandar Młodych» иногда текстуально копировали рапорты и инструкции начальника III (политического) департамента СБ МВД полковника Генрика Пентека. Гонтаж пафосно обличал «израильскую агрессию» и польских «сионистских агентов, ликующих от побед израильской армии» (польский политический кризис возник вскоре после Шестидневной войны). Объектами персональных нападок Гонтажа становились такие деятели, как редактор еженедельника ПОРП Polityka Мечислав Раковский (в будущем предпоследний премьер-министр ПНР и последний первый секретарь ЦК ПОРП), писательница еврейского происхождения Изабела Стахович (в прошлом участница партизанского движения Армии Людовой и капитан милиции).
Впоследствии стали известны записки Гонтажа, адресованные партийным руководителям и высокопоставленным функционерам МВД — Владиславу Вихе, Мечиславу Мочару, Францишеку Шляхцицу, Казимежу Виташевскому, Винценты Краско, Рышарду Матеевскому. Составленные по оперативными методикам СБ, эти тексты подробно перечисляли «просионистские» выступления и их участников. Впоследствии отмечалось, что Гонтаж не получал такого задания: «Это было не „оперативным мероприятием“, а политической акцией».
Участие в событиях 1968 укрепило социальный статус и политическое положение Гонтажа. Он показал недюжинные организаторские способности и агитационную харизму, наладил связи в партаппарате, органах госбезопасности и пропаганды. Из обычного комсомольского журналиста Гонтаж превратился в авторитетного национал-коммунистического политика. Формально он не был причастен к внутренней борьбе в ПОРП. Но его позиция вполне совпадала с «фракцией партизан», во главе которой стоял могущественный секретарь ЦК ПОРП по силовым структурам Мечислав Мочар. Личные приятельские отношения установились у Гонтажа с влиятельным секретарём ЦК ПОРП по идеологии и пропаганде Стефаном Ольшовским. В кадровой политике партийного руководства Гонтаж стал рассматриваться как эффективный организатор для кризисных ситуаций.

## Идеологизированная кинематография
На позициях национал-коммунизма стояла заметная часть творческой интеллигенции ПНР. Рышард Гонтаж установил контакты и в этой среде. Его сподвижниками стали известные кинематографисты Богдан Поремба, Рышард Филипский, Януш Кидава, Кшиштоф Войцеховский. В сотрудничестве с ними и по согласованию с функционерами МВД и партаппарата Гонтаж написал несколько киносценариев. Наиболее известны Два господина N (1961, детектив; органы госбезопасности разоблачают шпиона, пытающегося вывести из страны секретные документы), Цена жизни и смерти (1968, документалистика; о помощи поляков евреям в годы нацистской оккупации), Антики (1977, детектив; о раскрытии органами госбезопасности контрабанды антиквариата), Где вода чиста и трава зелена (1977, социальная драма; о борьбе молодого секретаря горкома против злоупотреблений городской администрации), Государственный переворот (1980, исторический; о Майском перевороте Юзефа Пилсудского в 1926), Кто ты есть (1981, детский познавательный; очерк истории Польши через показ музейной экскурсии).
Все эти фильмы выдерживались в определённом идеологическом русле: отвержение обвинений в антисемитизме, позитивный показ деятельности СБ и партийной номенклатуры, историческая политика в интерпретации руководства ПОРП. Особенное значение имел «Государственный переворот» с негативной оценкой Пилсудского, его сторонников и режима Санации. Таким образом, кинематография Рышарда Гонтажа являлась продолжением его публицистики и политической активности.
На съёмках «Государственного переворота» Рышард Гонтаж познакомился с Малгожатой Кидавой-Блоньской — правнучкой президента Второй Речи Посполитой Станислава Войцеховского, будущим маршалом сейма Третьей Речи Посполитой. Была сделана совместная фотография, превратившаяся в политический компромат тридцать лет спустя.

## Ортодоксальный оппозиционер
В декабре 1970 власти ПНР подавили военной силой рабочие протесты на Балтийском побережье. Эти события привели к отставке Гомулки и большей части его окружения, включая Мочара. Новым первым секретарём ЦК ПОРП стал Эдвард Герек. Партийная политика заметно изменилась: снизилось идеологическое давление на общество, на первый план вышел курс социального маневрирования. Рышард Гонтаж был сторонником более жёстких моделей «реального социализма» и коммунистического государства. Поэтому к курсу Герека он относился критически.
Положение обострилось с 1976, когда уже герековское руководство вынуждено было подавлять рабочие протесты в Варшаве и Радоме. С одной стороны, активизировались оппозиционные силы: были созданы КОС-КОР, КНП, Свободные профсоюзы Побережья. С другой — открыто заявили о себе ортодоксально-сталинистские и национал-коммунистические группы. Они ориентировались на таких деятелей, как Мечислав Мочар, Стефан Ольшовский, Тадеуш Грабский, Мирослав Милевский. В этой среде Рышард Гонтаж взял на себя организующую роль.
В конце 1976 по инициативе Гонтажа появилось «Письмо 2000» — публичный манифест консервативных кругов ПОРП. Гонтаж и его единомышленники выступали как «патриотические левые». Они резко критиковали не только КОС-КОР («антисоциалистическую и антипольскую организацию, связанную с империализмом и сионизмом»), но в ещё большей степени — герековское руководство (за «коррупцию, кумовство, неравенство, игнорирование критики, отсутствие выводов из событий 1976 года»). При этом «Письмо 2000» отмежёвывалось от сталинизма, призывало к демократизации партии и страны, приравнивало к сталинистам «антисоциалистических» диссидентов. Такой креативный подход был характерен для журналистского и политического стиля Гонтажа. Но смысл «Письма 2000» был понят однозначно: национал-коммунисты выступали за ужесточение режима ПНР.
Перед VIII съездом ПОРП в 1979 Гонтаж инициировал следующую публичную акцию — «Письмо 44-х». Группа видных деятелей науки и культуры потребовала усилить партийно-идеологический контроль, ужесточить цензуру, прекратить издание книг Славомира Мрожека и показ фильмов Анджея Вайды, утвердить информационное и культурное главенство носителей марксизма-ленинизма. Среди подписавшихся были Гонтаж, Поремба, Филипский. Выступления под эгидой Гонтажа демонстрировали наличие в ПОРП влиятельного консервативно-догматического крыла.

## «Серый кардинал „бетона“»

### Организатор догматизма
В августе 1980 массовое забастовочное движение привело к созданию независимого профсоюза Солидарность. Вновь сменилось руководство ПОРП, первым секретарём ЦК вместо Герека стал Станислав Каня. В аппарате и активе ПОРП происходил раскол. Сторонники реформ создавали «горизонтальные структуры». Консолидировался и ортодоксально-коммунистический «партийный бетон», выступавший за подавление «Солидарности», жёсткую партократию, идеологическую монополию.
Ведущим организатором и «серым кардиналом» догматиков варшавской парторганизации выступал Рышард Гонтаж. Действовал в тесном контакте с первым секретарём Варшавского комитета ПОРП Станиславом Кочёлеком, членом Политбюро и секретарём ЦК Тадеушем Грабским, заместителем министра внутренних дел Адамом Кшиштопрорским, начальником III департамента СБ Генриком Вальчиньским. Гонтаж формировал оргструктуры «бетона», проникал на варшавские заводы, устраивал встречи и митинг. При его самом активном участии Гонтажа был создан ортодоксальный клуб Варшава 80, 16 мая 1981 учреждён печатный рупор «бетона» еженедельник Rzeczywistość, 17 сентября 1981 организованные Гонтажем структуры официально учредили Ассоциацию клубов «Реальность». Разветвлённая структура «Реальности» в разных воеводствах координировала региональные «бетонные» организации — типа столичной «Варшавы 80», KFP в Катовице, PFK в Познани, RSK в Щецине.
Также Гонтаж участвовал в создании национал-коммунистического объединения «Грюнвальд». Был одним из устроителей первой резонансной акции «Грюнвальда» — варшавского митинга 8 марта 1981 у здания Министерства юстиции, прежде здания МОБ. Собравшиеся, в том числе Богдан Поремба, почтили «честных польских патриотов и коммунистов, ставших жертвами террора сионистской клики Бермана—Ромковского». В пропаганде «Грюнвальда», как в «Письме 2000», был заметен характерный для Гонтажа мотив: проведение преемства между сталинистами 1940—1950-х и диссидентами 1970—1980-х на еврейской национальной основе — в противопоставлении «честным коммунистам»-полякам.
Гонтаж был непримиримым противником «Солидарности». Однако он снова, как и в 1976, проявил политическую креативность. Программная статья «Rzeczywistość» напоминала о «борьбе патриотических левых против кумовства, злоупотреблений, лицемерия и лжи в 1970-х годах, когда сегодняшние реставраторы капитализма прославляли партию и Герека». Главной мишенью критики Гонтаж поначалу избрал не «Солидарность» и даже не КОС-КОР, а прежнее герековское руководство и «партийных либералов» типа Мечислава Раковского и Анджея Верблана. «Реальность» — структура «партийного бетона», теснейше связанная с номенклатурой и органами госбезопасности — объявлялась «порождением протеста, августовской рабочей волны». Однако такие декларации не вызывали ни доверия, ни отклика в рабочих массах. Практические действия Гонтажа и его сподвижников не оставляли сомнений в социально-политической сути.
В «Реальности» группировались в основном представители консервативного партактива, прокоммунистическая гуманитарная интеллигенция, ветераны ППР/ПОРП, отставные офицеры милиции. Идеология и выступления — публикации «Rzeczywistość» (автором часто являлся сам Гонтаж), заявления, публичные мероприятия — в полной мере выражали установки «партийного бетона»: подавление «Солидарности», полновластие ПОРП, партийная чистка. Гонтаж озвучивал наиболее жёсткие призывы, неудобные для партийных функционеров («либеральному» завотделом ЦК Юзефу Класе он откровенно угрожал). С откровенными заявлениями выступал член Политбюро Альбин Сивак, при котором Гонтаж временами выполнял функции спичрайтера. Гонтаж и его сподвижники видели себя авангардом «патриотических левых», возможно — ядром «бетонной» компартии в случае распада ПОРП.
Важнейшим ресурсом являлись самостоятельные контакты с посольствами СССР, ГДР, ЧССР, НРБ, ВНР, Сирии, Ливии, с представителями КПСС, СЕПГ, КПЧ. Особые конфиденциальные отношения связывали Рышарда Гонтажа с переводчиком сирийского посольства, членом СКП Мишелем Мунайером — через него поступало арабское финансирование «Реальности». Со своей стороны, «Rzeczywistość» регулярно публиковала статьи о Ближневосточном конфликте в поддержку режимов Хафеза Асада-старшего, Муаммара Каддафи и Организации освобождения Палестины, с пафосным осуждением «израильских агрессоров».
По мере ужесточения ситуации, особенно после IX чрезвычайного съезда ПОРП, Гонтаж склонялся к установлению военного режима. Он резко критиковал за «нерешительность» первого секретаря ЦК Каню и даже председателя Совета министров и министра обороны Войцеха Ярезульского. Но в октябре «Реальность» поддержала утверждение генерала Ярузельского первым секретарём ЦК, вместо отставленного Кани, а 13 декабря 1981 — введение военного положения.

### Столкновение и поражение
Власть перешла к Военному совету национального спасения (WRON) во главе с Ярузельским. «Реальность», в отличие от большинства организаций «неформального „бетона“», не была сразу распущена. С января 1982 председателем ассоциации стал Тадеуш Грабский (в июле выведенный из партийного руководства). Вскоре возобновился и выход «Rzeczywistość». Идеологом и закулисным организатором оставался Рышард Гонтаж.
Позиции «партийного бетона» не во всём совпадали с политикой WRON и правящей «Директории». И Гонтаж, и Грабский были сторонниками не военной, а партийно-идеологической диктатуры. Гонтаж ультимативно ставил властям идеологические условия: незыблемость «реального социализма», руководящая роль партии, «классовый характер» внешних союзов Польши. Он заявлял, будто «WRON не оправдывает ожиданий», критиковал Ярузельского за «потворство реставраторам капитализма», особенно в экономике, ссылаясь на Ленина, обличал «презренный центризм». Гонтаж был уверен в поддержке партаппарата, прежде всего «бетонных» членов Политбюро Ольшовского (секретарь по идеологии) и Милевского (секретарь по силовым структурам), а также в покровительстве Брежнева, Хонеккера, Гусака. Поэтому он, не просчитав последствий, шёл на опасный конфликт.
Такое политическое поведение не устраивало «Директорию». Против «Реальности» были приняты серьёзные меры, чего самоуверенный Гонтаж явно не предвидел. Ярузельский публично одёрнул «Реальность». Политбюро приняло специальное постановление о «недопустимости фракционных групп». В полемику вступил пресс-секретарь правительства Ежи Урбан — еврей по национальности и потомственный журналист был преисполнен решимости убрать из политики антисемита и профессионального конкурента Гонтажа. Партийные комитеты повели кампанию против «ультралевого сектантства». Никакого сколько-нибудь значительного движения в поддержку «Реальности» в партаппарате не возникло. Секретарь ЦК КПСС и заведующий отделом по связям с коммунистическими и рабочими партиями социалистических стран Константин Русаков рекомендовал «левым товарищам меньше писать и больше сотрудничать в рамках ПОРП». Это был сигнал однозначной ориентации на Ярузельского.
Жёсткий удар по Гонтажу и его организации нанесла СБ. Было установлено наблюдение, завербован сотрудник редакции «Rzeczywistość» и расследованы тайные финансовые отношения Гонтажа с сирийцем Мунайером. Министр внутренних дел генерал Чеслав Кищак, ближайший сподвижник Ярузельского, расценил это как связь с иностранной разведкой — со всем из того вытекающим. Гонтажу пришлось писать объяснительную Милевскому и просить защиты. Но ни Милевский, ни Ольшовский, несмотря на идеологическую близость, не стали всерьёз прикрывать Гонтажа и «Реальность». Номенклатура ПОРП укрепилась мерами военного положения и уже не нуждалась в «неформальном „бетоне“».
18 декабря 1982 Политбюро ЦК ПОРП приняло постановление о «нецелесообразности существования объединений, нарушающих идеологическое, политическое и организационное единство партии». 30 января 1983 Ассоциация «Реальность» была распущена (ликвидационная процедура завершилась 29 декабря 1983). Рышард Гонтаж и его сторонники были выведены из редакции «Rzeczywistość», издание совершенно изменило характер и закрылось в 1985. Рышард Гонтаж не подвергся преследованиям, но его многолетняя политическая деятельность была прекращена.

## Оценки
После 1983 года Рышард Гонтаж жил в основном частной жизнью. Как сценарист он участвовал в работе над телесериальной версией «Государственного переворота». Затем вышел на пенсию. Проживал с супругой — балериной и хореографом Эльжбетой Яронь. Поддерживал отношения с бывшими сподвижниками по «Реальности» — Порембой, Филипским, Юзефом Коссецким и другими. В событиях конца 1980-х — новой забастовочной волне, Круглом столе, альтернативных выборах, ликвидации ПОРП и преобразовании ПНР в Третью Речь Посполитую — участия не принимал. Под псевдонимом Ежи Брохоцкий издал книгу Rewolta Marcowa — narodziny, życie i śmierć PRL — Мартовское восстание — рождение, жизнь и смерть ПНР. Скончался Рышард Гонтаж в возрасте 87 лет.
В 2001 было опубликовано интервью Рышарда Гонтажа, в котором он изложил своё видение политической истории ПНР. События 1968 года объяснял упреждающими действиями Гомулки против «еврейских офицеров армии ПНР», якобы готовивших переворот в эйфории от израильской победы в Шестидневной войне (при этом Гонтаж с подчёркнутым уважением отзывается об Израиле, особенно об израильской армии). Свою поддержку Гомулки объяснял «выбором меньшего зла» — против «фракции пулавян» («еврейское течение в левом движении»), Яцека Куроня и Кароля Модзелевского («с их программой — смесью троцкизма и маоизма»). Называл себя «человеком Гонтажа и Польши, а не человеком Мочара». Намекал на преследования, которым подвергался со стороны Гомулки и Зенона Клишко. Расписывал популярность собственных выступлений («мне аплодировали стоя»). Позитивно отозвался об обретении Польшей независимости (по смыслу — выходе из-под контроля СССР), но критиковал экономическую политику — «либерализм XIX века», распространение бедности и коррупции, угрозу утраты суверенитета (по смыслу — подчинение США и ФРГ). При этом Гонтаж отметил, что не ностальгирует по ПНР, поскольку «очевидно не имеет для этого оснований».
В 2010-х давнее знакомство с Рышардом Гонтажем было использовано против Малгожаты Кидавы-Блоньской — политика либеральной партии Гражданская платформа. Её фотография с «офицером СБ и главным деятелем антисемитской кампании» распространялась с подачи консервативной партии Право и справедливость. Кидава-Блоньская вынуждена была оправдываться.
Эпизод с «фотокомпроматом» отразил отношение к Рышарду Гонтажу в современной Польше. Однако существует и иной взгляд на эту фигуру. Например, Кшиштоф Войцеховский напоминает об увольнении Гонтажа из МОБ за обличение «палачей из замка». Поступление Гонтажа на службу в карательные органы Войцеховский мотивирует стремлением «не допустить захвата аппарата безопасности евреями из СССР». Автор писал о преследованиях, которым Гонтаж подвергался при Гомулке; отмечал, что «в его защиту не выступал никто». Наконец, Войцеховский высоко оценивает критику Гонтажем генерала Ярузельского и генерала Кищака — «которого Михник называет „человеком чести“».
Подобные оценки в Польше остаются большой редкостью. В основном Рышард Гонтаж рассматривается как функционер коммунистического аппарата насилия и пропаганды, идеолог и организатор тоталитарного «бетона». Но и при таком рассмотрении часто отмечаются его деловые качества.